# Macelany
Macelany (biał. Мацаляны; ros. Мацеляны) – chutor na Białorusi, w obwodzie witebskim, w rejonie brasławskim, w sielsowiecie Mieżany.

## Historia
W czasach zaborów dobra w granicach Imperium Rosyjskiego.
W dwudziestoleciu międzywojennym kolonia i dwór leżały w Polsce, w województwie nowogródzkim (od 1926 w województwie wileńskim), w powiecie brasławskim, w gminie Dryświaty.
Według Powszechnego Spisu Ludności z 1921 roku ówczesny folwark zamieszkiwało 89 osób, wszystkie były wyznania rzymskokatolickiego i zadeklarowały polską przynależność narodową. Było tu 28 budynków mieszkalnych. W 1931 zamieszkiwało tu 112 osób w 25 budynkach.
Miejscowość należała do parafii rzymskokatolickiej w Dryświatach. Podlegała pod Sąd Grodzki w Brasławiu i Okręgowy w Wilnie; właściwy urząd pocztowy mieścił się w Dryświatach.